# 朝鮮傳統茶
朝鮮傳統茶，或稱韓國傳統茶，是朝鮮半島的傳統茶類飲料，除了茶葉沖泡的茶之外，還有以其他材料製作的代用茶，如草本茶、果茶等。

## 類型

### 植物根茎作的茶

#### 人参茶
人参茶是用高丽参作的一种茶。所使用的高丽参可以是新鲜的人参也可以是乾蔘或是加工过的红参。人参茶一般是将高丽参熬煮数个小时后加入蜂蜜制成，有时还会加入枣。高丽参富含34种人参皂甙活性成分，以及人参醇、酸性多聚糖等多种有效成分，是中医和世界公认的滋补佳品。

#### 当归茶
当归茶以朝鲜当归的乾根熬煮数小时制成，根据喜好还可以在熬煮时加入些薑。当归被誉为女人的人参，用于治疗白带和产后护理。长期饮用当归还可以治疗手脚发凉。

#### 姜茶
姜茶使用的是生姜的根茎。生姜的根茎被洗净后带皮切成片，放在蜂蜜中存放数周后用热水冲泡成姜茶。姜茶被认为可以预防感冒和帮助消化，对腹泻和因寒冷引起的腹痛也有疗效。

#### 其他
- 葛茶 - 以葛根为原料
- 黄精茶 - 以黄精根为原料
- 麻茶 - 其原材料其實是山藥，所以又名山藥茶

### 植物果实作的茶

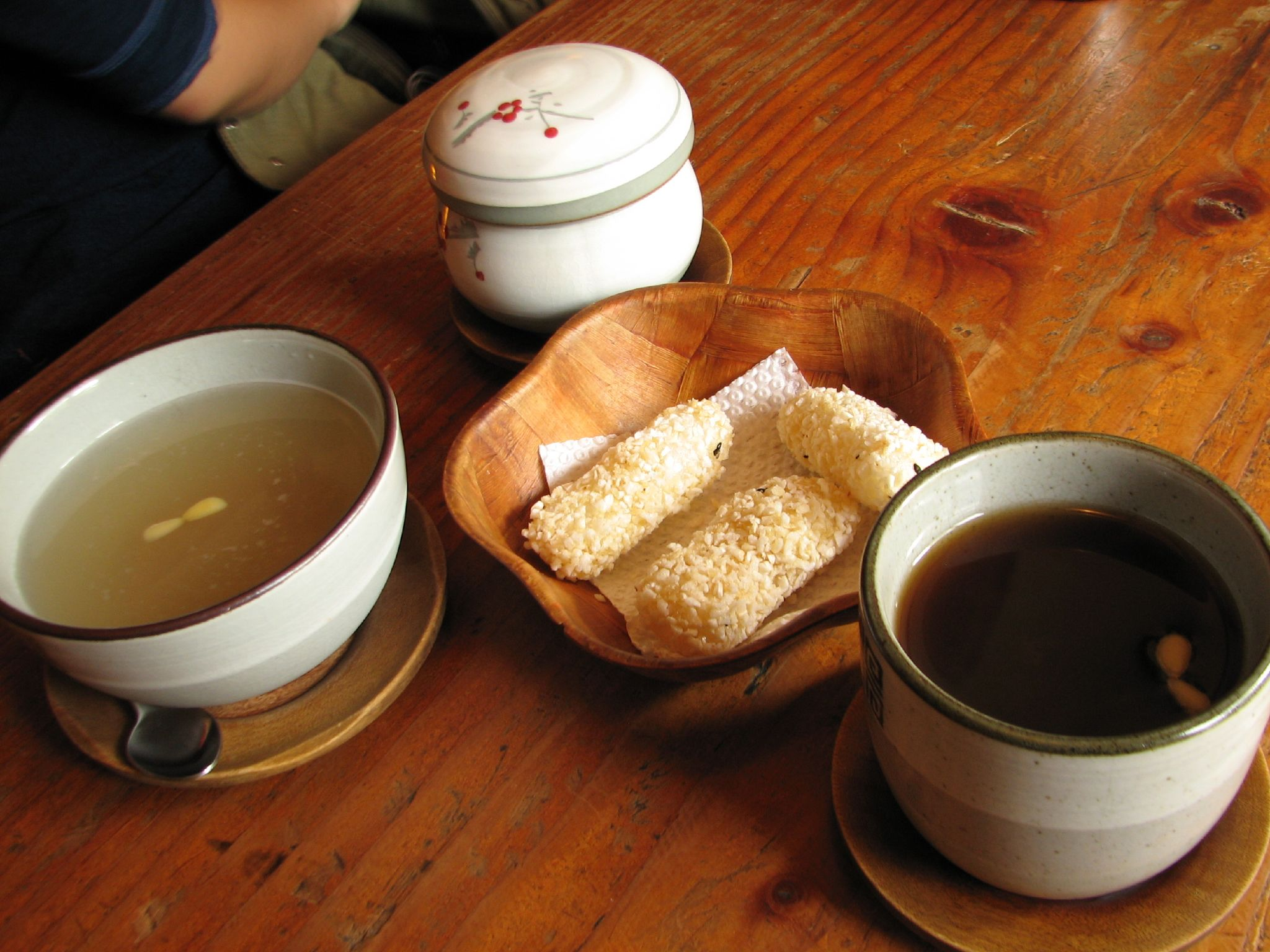
水正果和韩菓

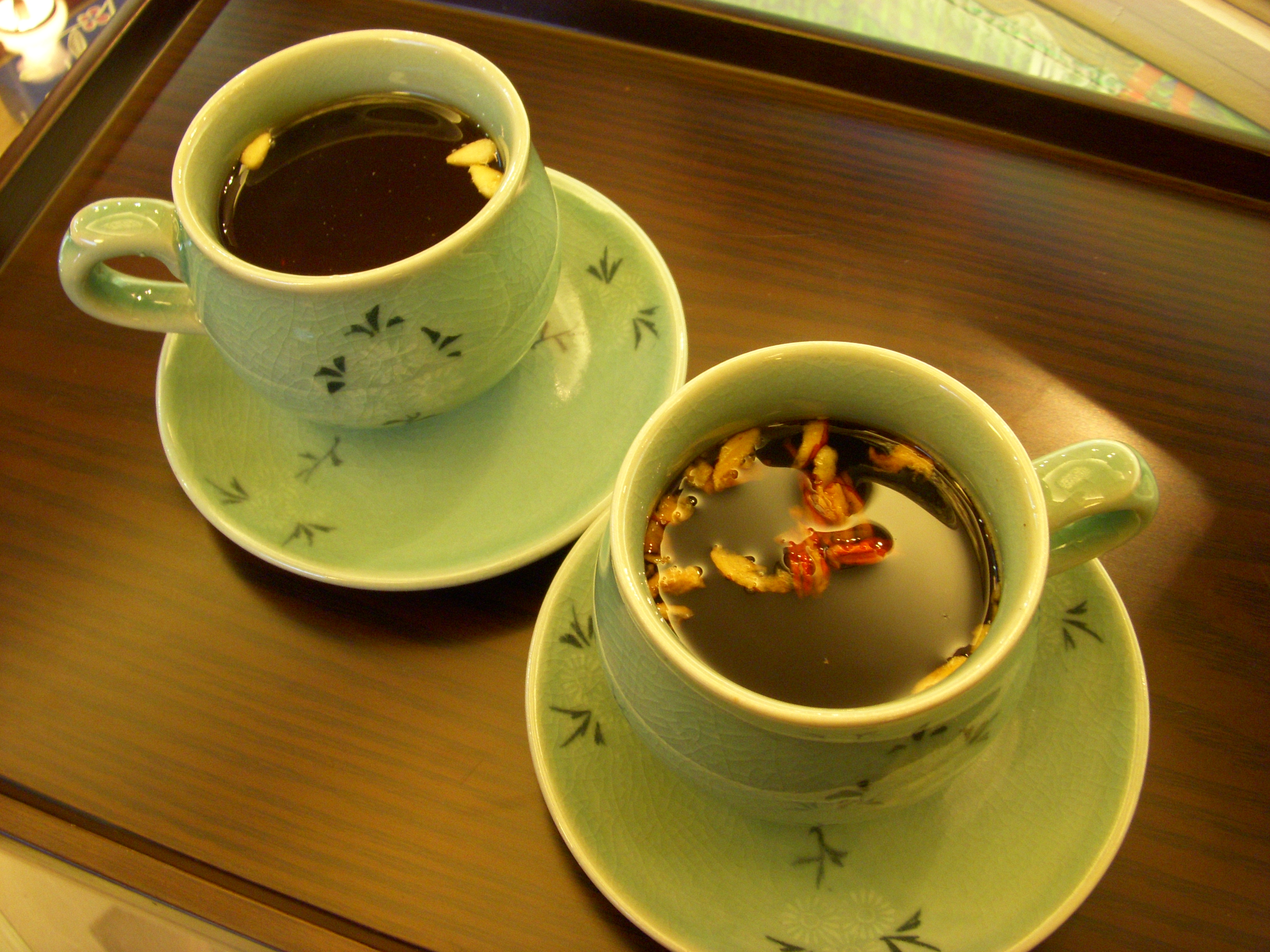
大枣茶

- 水正果 - 以柿子乾、薑和桂皮为原料
- 柚子茶 - 以柚子为原料
- 枸杞子茶 - 以枸杞为原料
- 大枣茶 - 以韩国红枣为原料
- 五味子茶 - 以韩国五味子为原料
- 梅实茶 - 以梅绿果为原料
- 木瓜茶 - 以木瓜为原料
- 山茱萸茶  - 以山茱萸的果实为原料
- 橙子茶 - 以枳的果实为原料

### 谷物和种子作的茶
- 菩提茶 - 以大麦为原料
- 玉米茶 - 以玉米为原料
- 玄米茶 - 以大米为原料
- 薏米茶 - 以薏米为原料
- 決明子茶 - 以決明子为原料

### 植物叶子或花朵作的茶

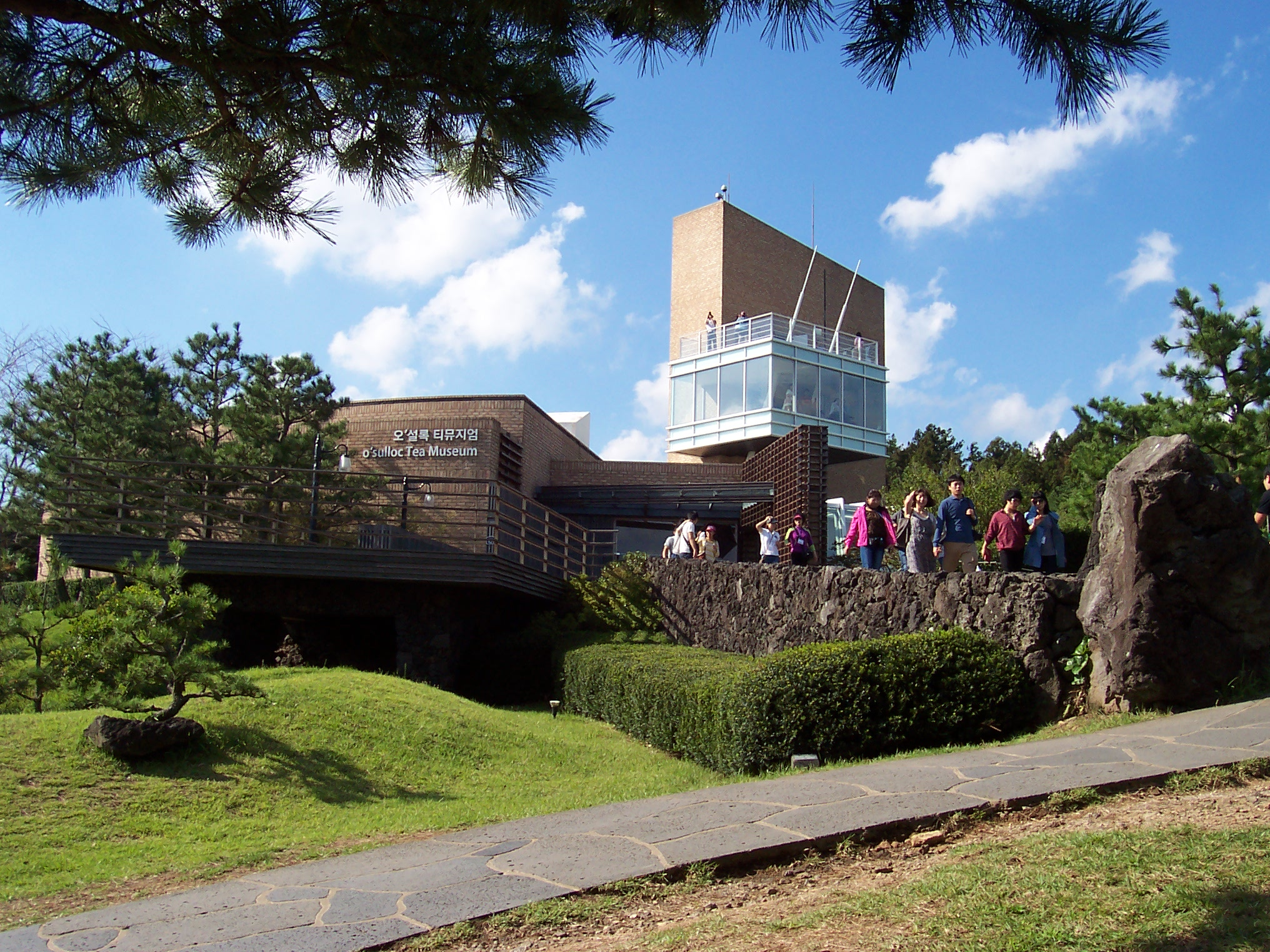
韩国济州岛绿茶博物馆

- 绿茶 - 茶叶茶
- 桑叶茶 - 以桑叶为原料
- 柿叶茶 - 以柿叶为原料
- 松针茶 - 以松针为原料
- 菊花茶 - 以菊花为原料
- 薄荷茶 - 以薄荷叶为原料

### 其它
混合多種材料，或是用非植物泡成。
- 蘑菇茶 - 以灵芝[3]、香菇、翹鱗肉齒菌、平菇或桑黃等食用蕈为原料
- 海帶茶[4][5][6]
- 松花蜜水 - 以松树花粉和蜂蜜为原料
- 橘姜茶 - 以桔皮为原料
- 双花茶 -
- 杜仲茶 - 以杜仲皮为原料
- 冬葵子茶 - 以冬葵子为原料
- 杏仁茶 - 以杏仁为原料
- 甘露茶 - 以枫叶、朴树叶等为原料
- 肉桂茶 - 以肉桂為原料